# Dactylerythrops chrotops
Dactylerythrops chrotops är en kräftdjursart som beskrevs av Murano 1969. Dactylerythrops chrotops ingår i släktet Dactylerythrops och familjen Mysidae. Inga underarter finns listade i Catalogue of Life.